# بیگانه‌طوطی
بیگانه‌طوطی (نام علمی: Xenopsitta fejfari) نام یک گونه از تیره طوطیان است.